# Utrechts Conservatorium

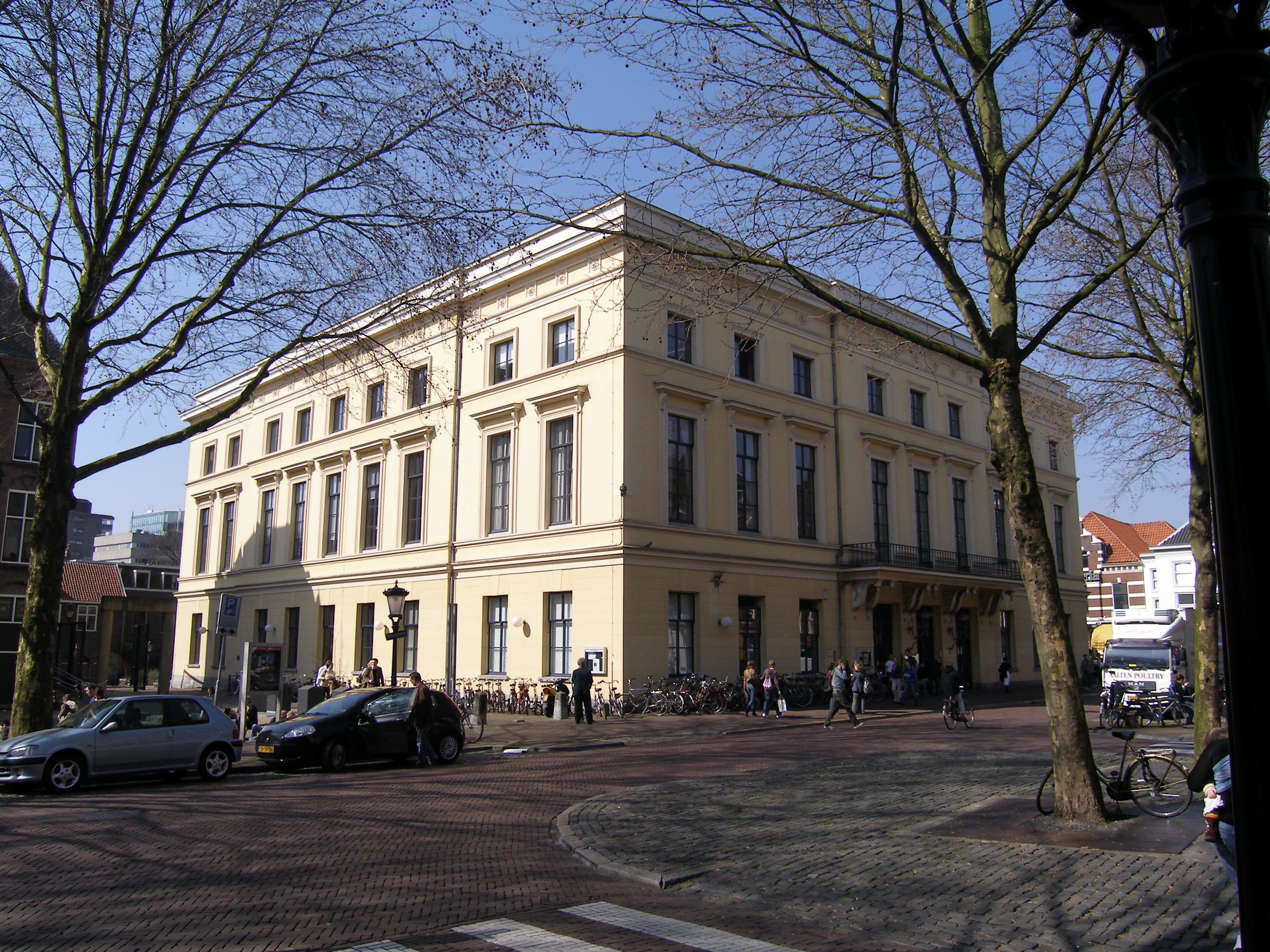
Gebouw voor Kunsten en Wetenschappen, einer der beiden Domizile des Utrechts Conservatorium

Das Utrechts Conservatorium ist eines der neun Konservatorien in den Niederlanden. 
Es wurde 1875 als Toonkunst-Muziekschool gegründet. Seit 1974 hat es seine Domizile im ehemaligen Konzertsaal des Gebouw voor Kunsten en Wetenschappen und im ehemaligen Siechenhaus St. Joannes de Deo, beide am Mariaplaats in Utrecht gelegen. 1987 wurde das Konservatorium gemeinsam mit der Nederlandse Beiaardschool (Niederländische Carillonspielerschule) in Amersfoort und dem Nederlands Instituut voor Kerkmuziek (Niederländisches Institut für Kirchenmusik) zusammengefasst zur Fakultät Musik der Hogeschool voor de Kunsten Utrecht (Kunsthochschule Utrecht).